# Мицуру Комаеда
Мицуру Комаеда (јап. 古前田 充; Ивате, 14. април 1950) бивши је јапански фудбалер.

## Каријера
Током каријере је играо за Фуџиту.

## Репрезентација
За репрезентацију Јапана дебитовао је 1976. године. За тај тим је одиграо 2 утакмице и постигао 2 гола.

## Статистика
| Јапан  | Јапан   | Јапан  |
| Година | Наступи | Голови |
| ------ | ------- | ------ |
| 1976.  | 1       | 2      |
| 1977.  | 1       | 0      |
| Укупно | 2       | 2      |